# Колесниково (Кетовский район)
Коле́сниково — село в Кетовском районе Курганской области. Административный центр Колесниковского сельсовета.

## География
Село расположено в 25 км к югу от Кургана, на автодороге Курган-Половинное.

## История
До 1917 года входило в состав Мало-Чаусовской волости Курганского уезда Тобольской губернии. По данным на 1926 год село Коробейниково состояло из 359 хозяйств. В административном отношении являлась центром Коробейниковского сельсовета Курганского района Курганского округа Уральской области.

## Население
| 1989 | 2002 | 2010 |
| ---- | ---- | ---- |
| 630  | ↗668 | ↗734 |

По данным переписи 1926 года в селе проживало 1559 человек (715 мужчин и 844 женщины), в том числе: русские составляли 99 % населения.

## Выдающиеся жители
Коля Мяготин (1918—1932) — пионер-герой. Ему посвящена поэма Сергея Васильева «Красный галстук».
В селе его имя носит местный колхоз, восьмилетняя школа, Дом культуры. В селе открыт музей и установлен обелиск, на котором начертано: «Здесь похоронен пионер Коля Мяготин, зверски убитый кулаками 25 октября 1932 года»